# Moussa Koussa
Moussa Muhammad Koussa (tiếng Ả Rập: موسى كوسا; sinh năm 1949?) là một nhân vật chính trị và nhà ngoại giao Libya, người đã giữ chức ngoại trưởng Libya từ tháng 3 năm 2009, đến cuộc chiến tranh dân sự Libya năm 2011, khi ông từ chức khỏi chế độ Gaddafi vào ngày 30 tháng 3 năm 2011.
Koussa trước đây là người đứng đầu cơ quan tình báo Libya giai đoạn 1994-2009, và được coi là một trong số các nhân vật quyền lực nhất của quốc gia này. Ông đã đến Anh Quốc vào ngày 30 tháng 3 năm 2011, và sau đó Văn phòng Thịnh vượng chung và Đối ngoại phát hành một tuyên bố chính thức nói rằng Koussa không còn muốn đại diện cho chính phủ Libya  và có ý định từ chức.
Ông đã học Đại học bang Michigan tại East Lansing, tốt nghiệp cử nhân ngành khoa học xã hội học năm 1978.